# Johann Heinrich Orth
Johann Heinrich Orth (* 22. Juli 1653 in Talheim; † 5. April 1733 in Heilbronn) war vom 28. Dezember 1716 bis zum 17. März 1731 Bürgermeister von Heilbronn.

## Leben
Johann Heinrich Orth entstammt dem langenselboldischen Zweig der Familie Orth, die ursprünglich aus Langenselbold in der Nähe von Hanau gekommen und 1533 über Frankfurt am Main nach Heilbronn eingewandert waren. Das Wappen des langenselboldischen Zweigs der Familie Orth stellt einen goldenen Löwen dar, der aufspringt und einen Pfeil hält. Johann Heinrichs Großvater Heinrich Johann Orth war Syndikus in Heilbronn. Johann Heinrichs Vater Philipp Ludwig Orth wurde freiherrlich-sperbereckscher Amtmann in Talheim und gab deswegen zeitweilig sein Heilbronner Bürgerrecht auf. Er heiratete Anna Rosina Fischer aus Talheim, die Familie kehrte 1667 nach Heilbronn zurück.
Johann Heinrich Orth besuchte das Heilbronner Gymnasium und immatrikulierte sich 1675 an der Universität Heidelberg, wechselte jedoch rasch an die Universität Straßburg. Krankheitsbedingt brach er nach fünfeinhalb Jahren das Studium ab und kehrte nach Heilbronn zurück, wo er 1680 heiratete und sich als freier Consulent und Advokat niederließ. Er war 1683 Mitglied des städtischen Gerichts und gehörte seit dem 15. August 1689 dem kleinen, inneren Rat (von den burgern) an. 1695 war er Steuerherr, ab dem 28. Mai 1701 Stadtschultheiß. Im Dezember 1716 wurde er Bürgermeister von Heilbronn. Er war zunächst dritter Bürgermeister und rückte 1726 nach dem Tode Johann Esaias von Rühles auf das Amt als zweiter Bürgermeister vor. Seit 1717 war er auch Vogt von Flein.
Orth zeichnete sich durch sicheres Auftreten und eine gewisse Gewandtheit aus, weshalb er häufig auf diplomatische Missionen zum Kaiser, zum Städtetag oder nach Wien zum Reichshofrat entsandt wurde. Mit zunehmendem Alter ließen seine Kräfte, vor allem sein Gehör und sein Gedächtnis, merklich nach. Am 17. März 1731 erbat er seine Entlassung in den Ruhestand.
Orth war ab 1714 Besitzer des Trappenseeschlösschens. Er war in erster Ehe mit Elisabeth Wachsmuth (1645–1691) und in zweiter Ehe mit Maria Barbara Sommerhard (1672–1738) verheiratet. Der ersten Ehe entsprangen vier Kinder, die jedoch alle früh starben. Der zweiten Ehe entsprangen 13 Kinder, von denen vier am Leben blieben, darunter auch der spätere Heilbronner Bürgermeister Georg Heinrich Orth (1698–1769).